# Jack Trevor
Anthony Cedric Sebastian Steane (14 de dezembro de 1893 – 19 de dezembro de 1976) foi um ator britânico da era do cinema mudo. Ele atuou em 67 filmes entre 1922 e 1943.
Jack Trevor nasceu na cidade de Londres, Inglaterra, e faleceu em Deal, Kent, na Inglaterra.

## Filmografia selecionada
- Pages of Life (1922)
- Not for Sale (1924)
- The Second Mother (1925)
- Secrets of a Soul (1926)
- Cab No. 13 (1926)
- The Golden Butterfly (1926)
- Rhenish Girls and Rhenish Wine (1927)
- The Love of Jeanne Ney (1927)
- Chance the Idol (1927)
- The Catwalk (1927)
- The Devious Path (1928)
- The Duty to Remain Silent (1928)
- Folly of Love (1928)
- Champagne (1928)
- The Alley Cat (1929)
- Fräulein Else (1929)
- The White Roses of Ravensberg (1929)
- Bright Eyes (1929)
- The Great Longing (1930)
- Hangmen, Women and Soldiers (1935)
- Cause for Divorce (1937)
- Mirror of Life (1938)